# Maarten Lem
Maarten Lem (Brugge, ca. 1425 - Leuven, 27 maart 1485) was een internationaal handelaar van Vlaamse afkomst, burgemeester en schout van Brugge, en raadsman van de hertogen van Bourgondië.

## Internationaal handelaar in Lissabon
Maarten Lem, in eigentijdse Vlaamse stukken Maertin Lem genoemd, in Portugese Maertim Leme (uitspraak: Lèmmè), behoorde tot een familie van Brugse poorters. Over zijn afkomst is alleen bekend dat ook zijn vader Maertin heette. Zijn moeder wordt in latere bronnen vermeld als ene Jeanne de Portugal. Hij zou geboren zijn rond 1425, maar vóór 1450 zijn er in de bronnen geen vermeldingen van hem te vinden. In 1450 werd hij, circa 25 jaar oud, door de Brugse, internationaal handelende goud- en zilversmid Rombout de Wachtere naar Portugal gestuurd om daar de gangen na te gaan van twee facteurs, die voor De Wachtere juwelen moesten verkopen. Om voldoende autoriteit te verkrijgen om in Lissabon de problemen met deze facteurs op te lossen, vroeg Lem aan De Wachtere aanbevelingsbrieven die moesten worden ondertekend door Isabella van Portugal. Deze was gehuwd met Filips de Goede, hertog van Bourgondië en graaf van Vlaanderen, maar was een tante van Don Alfonso V, de koning van Portugal. Filips de Goede resideerde vaak in Brugge en zou er ook sterven. Om die brieven getekend te krijgen, heeft Rombout de Wachtere waarschijnlijk alleen maar een audiëntie hoeven aanvragen bij het Prinsenhof.  
Gewapend met deze aanbevelingsbrieven lijkt Maertin Lem de problemen met de facteurs te hebben opgelost, zij het niet naar volle tevredenheid van zijn opdrachtgever. Ruim vijftien jaar later zou hij, na terugkeer in Brugge, in de jaren 1466-1467 alsnog met Rombout de Wachtere in een proces verwikkeld raken over de juwelenzaak uit 1450. In augustus 1467 werd uitspraak gedaan in dit proces. Het eindvonnis is echter onbekend, omdat de schriftelijke bron deels verloren is gegaan.
Maertin Lem bleef in 1450 in Lissabon, waar hij fortuin maakte. Van 1450 tot 1465 dreef hij handel tussen Vlaanderen en Portugal, onder meer in olijfolie en jarenlange het luxeproduct rietsuiker uit Madeira. In 1456 sloot hij met koning Alfonso V een contract, waarbij hij een monopolie verwierf voor de handel in kurk. Hij had waarschijnlijk een goede band met het Portugese hof. In 1463 werd hij vanwege zijn (financiële) bijdragen aan de jarenlange strijd tegen de Moren in Marokko door Alfonso V benoemd tot escudeiro. Bij die gelegenheid verkreeg hij een eigen wapen: drie zwarte merletten op een zilveren veld. Dit wapen is opgenomen in verschillende Portugese wapenboeken. 
Maertin Lem had in Lissabon een jarenlange verhouding met ene Leonor Rodriguez, met wie hij zeven buitenechtelijke kinderen kreeg.  Op verzoek van de vader werden deze zeven natuurlijke kinderen in september 1464 door koning Alfonso V gewettigd. Zij kregen officieel de achternaam Leme. Verschillende van hen vestigden zich op de Quinta dos Lemes op (Madeira (eiland)|Madeira).  Later trokken leden van de familie Leme naar São Vicente bij São Paulo in Brazilië.

## Bestuurlijke jaren in de stad Brugge
In 1465 keerde Maertin Lem terug naar Brugge. Het is mogelijk dat zijn Portugese zoon Antonio Leme hem vergezelde naar zijn vaderstad en een tijdlang als zijn rechterhand het vak leerde en het handelshuis mede bestierde.
Kort na zijn terugkeer raakte Maertin Lem betrokken bij de Brugse stedelijke politiek. Hij werd verschillende malen benoemd in belangrijke bestuurlijke functies. Zo bekleedde hij achtereenvolgens de ambten:
- 1467-1468: burgemeester van de raadsleden ('van de Corpse')
- 1472-1473: burgemeester van de schepenen
- 1477-1478: burgemeester van de schepenen
- 1478-1479: hoofdman van het Sint Janssestendeel
- 1478: voogd (beheerder) van het hospitaal van Onze-Lieve-Vrouw ter Potterie
- 1480-1481: burgemeester van de schepenen

## Vertrouwensman van de hertogen
Brugge was in deze jaren een stad in de Bourgondische Nederlanden en fungeerde vaak als Bourgondische hofstad. Zowel Filips de Goede (1396-1467), als zijn zoon Karel de Stoute (1433-1477) en kleindochter Maria van Bourgondië (1477-1482), resideerden er vrijwel permanent in het Prinsenhof. Eerst vanwege de onlusten tijdens het regentschap van Maximiliaan van Oostenrijk (1477-1494) zou het Bourgondische (dan Habsburgse) hof in de Zuidelijke Nederlanden naar Rijsel en uiteindelijk naar Brussel verhuizen. Maertin Lem werd een belangrijk raadsheer van aartshertogin Maria van Bourgondië en na haar vroege dood in 1582 ook van aartshertog Maximiliaan van Oostenrijk. Nog voordat deze laatste zijn regentschap voor zijn jonge zoontje Filips de Schone aanving, was Lem in de jaren 1479-1480, samen met Willem Moreel, reeds als superintendant van financiën in dienst van Maximiliaan.
In 1476-1477 ontstonden tijdens het burgemeesterschap van Lems zwager Jan van Nieuwenhove politieke problemen in Brugge. De dood van Karel de Stoute in 1477 en de daarop volgende benoeming van zijn 20-jarige dochter Maria van Bourgondië tot hertogin van Bourgondië en gravin van Vlaanderen, gaven aanleiding tot discussies, onenigheden en opstootjes. De ambachten en neringen wilden van de bestuurswisseling gebruik maken om de Brugse privileges door de nieuwe landsheer te laten bevestigen. Tevens eisten zij de beëindiging van het lidmaatschap van het Brugse Vrije als vierde lid van de Staten van Vlaanderen. Burgemeester Van Nieuwenhove was het daar niet mee eens en vluchtte naar Gent. 
In maart 1477 dreigde in Brugge de anarchie. Volksmenners en raddraaiers wisten te bewerkstelligen dat zestien vroegere stadsbestuurders werden gevangen genomen, om zich te verantwoorden voor hun vroegere bestuur. Maertin Lem was een van hen. Het Brugse volk ergerde zich aan hem, want naast zijn wisselende Brugse ambten was hij tevens kind aan huis aan het grafelijke hof in het Prinsenhof. Men gaf hem spotnamen als  't cleen graefkin van Vlaenderen ('het kleine graafje van Vlaanderen'), en den graeve Maertin zonder landt ('graaf Maertin zonder land'). Door betaling van een grote som gelds kon hij zich vrijkopen. Na onderhandelingen met de aartshertogin werd in april 1477, vijf maanden voor de gebruikelijke datum (2 september), een nieuw stadsbestuur aangesteld, waarvan Lem geen deel zou uitmaken.
Ondanks de ongeregeldheden bood in het jaar 1477 de gelegenheid enkele luisterrijke feesten te houden in het Prinsenhof en in het Natiehuis der Oosterlingen, naar aanleiding van het huwelijk van Maria van Bourgondië met de 18-jarige aartshertog Maximiliaan van Oostenrijk.
In mei 1477 werd de stad Ieper, die deel uitmaakte van het Bourgondische hertogdom, bedreigd door Franse troepen, aangevoerd door koning Lodewijk XI. Vanuit Brugge en het Brugse Vrije werden versterkingen gestuurd om de stad te verdedigen. Maertin Lem financierde voor één maand de kosten voor 50 Spaanse huurlingen en trok mee op met de piepjonge Maximiliaan van Oostenrijk. Deze kreeg militaire steun van zijn vader in Oostenrijk en mede als gevolg daarvan kwam de Franse opmars tot stilstand. Toen het Brugse stadsbestuur op 2 september 1477 opnieuw werd vernieuwd, was Lem ineens weer helemaal in de gratie en werd hij, met steun van de aartshertogin, voor de tweede maal tot burgemeester van de schepenen gekozen. Nadat zijn termijn in september 1478 eindigde, bekleedde hij een meer bescheiden ambt, namelijk dat van hoofdman voor het Sint Janssestendeel.
In september 1480 werd Lem voor de derde maal burgemeester van de schepenen. Tegen het einde van dat mandaat, het jaar daarop, waren de hoge graanprijzen oorzaak van grote armoede en een hongeroproer. Maertin Lem en andere bestuurders voelden zich bedreigd en durfden niet meer in het openbaar te verschijnen.

## In dienst van de landsheer
Op 17 april 1482 werd Maertin Lem door Maximiliaan van Oostenrijk benoemd tot schout van Brugge en mogelijk ook het Brugse Vrije. Dit was een functie die de controle van de stedelijke besturen inhield en normaal niet aan een poorter van de stad werd toevertrouwd. Ruim een jaar later, in september 1483, bedankte hij als schout, naar verluidt vanwege zijn drukke werkzaamheden. Het is echter goed mogelijk dat hij een dergelijk ambt te belastend vond. Hij bekleedde het ambt in een decennium dat gekenmerkt zou worden door oproer tegen de landsheer en bloedige afrekeningen tussen stadsbestuurders, die niet alleen voor- of tegenstanders van Maximiliaan te lijf gingen, maar tegelijkertijd ook onderling politieke of familiale veten uitvochten. 
Als schout was Maertin Lem de plaatselijke vertegenwoordiger van de landsheer en moest laveren tussen de partijen, terwijl hij zelf als poorter van de stad familieleden en vrienden had, met wie hij misschien liever niet in conflict wilde komen. Mogelijk zocht hij met zijn terugtreden inderdaad simpelweg rustiger vaarwater.
Behalve zijn kortstondige schoutsambt bekleedde Maertin Lem in de jaren 1478-1485 ook dat van 'bewaarder van de Duinen'. Het was een ambt dat ook elders in de Nederlanden bestond: een door de hertog(in) verleende functie met als doel de jacht in de Vlaamse duinen veilig te stellen voor de landsheer.

## Sociale positie
Maertin Lem moet vanuit zijn maatschappelijke achtergrond - Brugs geboren poorter, internationaal handelaar, stadsbestuurder, schout, raadsman van de Bourgondische landsheren - een aanzienlijk man zijn geweest. In elk geval is bekend, dat hij soms grootse banketten aanrichtte in zijn woning 'Rijckenburch' (Rijkenburg), aan de voet van de Koningsbrug langs de Spiegelrei.
- 1477, maart/april: een groot feestmaal om zijn vrijlating te vieren na de eerdere hechtenis door de opstandige Bruggelingen.
- 1478, 2 augustus: een banket tijdens het bezoek van de Bourgondische regent Maximiliaan van Oostenrijk vanuit Rijsel (Lille) aan Brugge, naar aanleiding van de geboorte van Filips de Schone op 22 juni 1478.
- 1482, 17, 18 of 28 februari: een banket, waarbij werd aangezeten door aartshertog Maximiliaan van Oostenrijk, Maria van Bourgondië, haar stiefmoeder Margaretha van York en vele edelen.

## Laatste jaren
Maertin Lem speelde na 1483 geen openbare rol meer in Brugge; zijn politieke carrière was definitief voorbij. Tijdens zijn ambtelijke functies had hij jarenlang in het brandpunt van zijn tijd gestaan: de strijd om de macht tussen landsheer en steden tijdens het bewind van Maria van Bourgondië, en de strijd om de macht in de Bourgondische erflanden tijdens het regentschap van de Habsburger Maximiliaan van Oostenrijk. Circa zestig jaar oud overleed Maertin Lem op 27 maart 1485 onverwacht in Leuven, waar hij op bezoek was bij zijn zoons Jan en Adriaan, die daar studeerden aan de Artes-faculteit van de oude universiteit van Leuven, in de Pedagogie De Lelie. Hij werd ter aarde besteld in de Sint-Pieterskerk in Leuven. Twee jaar later, in 1487, werd zijn stoffelijk overschot overgebracht naar Brugge, waar het werd begraven in de naar hem vernoemde kapel in de Brugse Sint-Donaaskerk.
Zijn weduwe Adrienne van Nieuwenhove onderhield ook na zijn overlijden goede contacten met het Hof en ontving op 24 januari 1488 aartshertog Maximiliaan voor een avondmaal bij haar thuis. Een week later, op 31 januari, werd de aartshertog door de opstandige Bruggelingen gevangengenomen en werd de jacht ingezet op zijn raadslieden en medestanders. De weduwe Lem bleef buiten schot. Maximiliaan kwam na vier maanden op voorwaarden vrij, verliet Brugge en trad vervolgens alle beloften met voeten. De tweede Vlaamse Opstand zou zich nog tot 1492 voortslepen.

## Wapen en schepenzegel
Maertin Lem voerde in Brugge een gewijzigd, gevierendeeld wapen, met in de kwartieren 1 en 4 zijn Portugees wapen, en in de kwartieren 2 en 3 vijf gouden St.-Jacobsschelpen op een rood veld. De herkomst van de kwartieren 2 en 3 is onbekend. Volgens een latere theorie zouden deze afkomstig zijn van de Portugese familie Velho. Maar er is vooralsnog geen enkel verbinding gevonden tussen de families Lem en Velho, noch in Brugge, noch in Portugal.

## Huwelijk
In 1467 huwde (dan) burgemeester Maertin Lem met Adrienne van Nieuwenhove (1448-1492), dochter van Nicolaas van Nieuwenhove en Adriana Metteneye. Het paar kreeg vier zonen en vijf dochters. 
De zoons bekleedden, naast andere ambten, incidenteel ook dat van schepen van Brugge: 
- in 1495: Johannes (Jan) Lem (1472-ca. 1503/1504); hij huwde Josine Van Wulfsberghe.
- in 1501: Adriaan Lem (1470-1502); hij huwde Margriette Ritsaert.
- in 1500: Karel Lem (1468-voor 1507); hij huwde in 1503 Cornelia Veyse.
- tussen 1513 en 1538: Maarten Lem (1476-1558); hij huwde Catherine D'Hamere, en in tweede huwelijk Jeanne Van Eeghem. Deze zoon Maarten Lem was al eerder in 1505 raadslid van Brugge en zou tussen 1513 en 1538 herhaaldelijk worden herbenoemd als schepen.

De dochters gingen vleiende huwelijken aan:
- Martine Lem trouwde met Roeland van Moerkerke, die voorzitter werd van de Raad van Vlaanderen.
- Maria Lem trouwde met Willem Hugonet (1472-1537), zoon van de Willem Hugonet, die een van de voornaamste medewerkers was van Karel de Stoute en in 1477 zijn trouw in Gent met zijn leven bekocht.
- Catharina Lem trouwde met Pieter van der Burgh, schepen van het Brugse Vrije.
- Eleonore Lem trouwde met ridder Charles de Clercq, heer van Bovekerke.

## Nazaten
Onder de kinderen uit het huwelijk van zoon Maarten Lem met Catherine D'Hamere was er opnieuw een Maarten Lem (Brugge 1515 - 13 juli 1597). Deze kleinzoon van Maertin Lem maakte gedurende meer dan een halve eeuw carrière in het Brugse stadsbestuur:
- 1545-1546: schepen
- 1550-1551: schepen
- 1557-1559: thesaurier
- 1559-1560: schepen
- 1560-1562: burgemeester van de raadsleden
- 1562-1563: schepen
- 1563-1564: eerste schepen
- 1564-1565: raadslid en voogd van het hospitaal van de Potterie
- 1565-1566: eerste schepen
- 1567-1570: burgemeester van de raadsleden
- 1570-1571: eerste schepen

Tijdens het calvinistisch bewind in Brugge (1576-1584) in de Tachtigjarige Oorlog, ontvluchtte hij de stad. Na zijn terugkeer kon hij, toen al begin zeventig, de kroon plaatsen op zijn ambtelijke loopbaan, namelijk als burgemeester van de schepenen in de jaren:
- 1586-1588
- 1590-1591
- 1595-1597 (tot aan zijn dood).

## DeEdele Confrérie van het Heilig Bloed
De volgende nakomelingen van Maertin Lem werden lid van de Edele Confrérie van het Heilig Bloed, een in 1400 in Brugge gestichte en nog altijd actieve katholieke broederschap:
- In 1486: Karel Lem (1468-1500); hij werd proost van de Confrérie in 1489. In 1491 werd hij tevens lid van de Confrérie of Broederschap van Onze-Lieve-Vrouwe van den drogen boom. Hij was een zoon uit het huwelijk van Maertin Lem met Adriana van Nieuwenhove en huwde Cornelia Veyse.
- In 1496: Adriaan Lem (1470-1502); werd proost in 1500. Hij was eveneens een zoon uit het huwelijk van Maertin Lem met Adriana van Nieuwenhove en trouwde met Margriette Ritsaert.
- In 1507: Maarten Lem (1476-1558); werd proost in 1531. Eveneens een zoon van Maertin Lem en Adriana van Nieuwenhove; hij huwde 1) Catharina d'Hamere, 2) Johanna Van Eeghem.
- In 1550: Maarten Lem (1515-1597); werd proost in 1559. Hij was een kleinzoon van Maertin Lem, en een zoon van Maarten Lem en Catharina d'Hamere; hij huwde 1) Catharina Van Hecke, 2) Barbara De Boodt.

## Portretten
Er zijn enkele portretten bekend van Maertin Lem, zijn echtgenote Adrienne van Nieuwenhove, zijn zoon Maarten en zijn kleinzoon Maarten.
- Maertin Lem (ca. 1425-1485), geschilderd portret, afgebeeld als burgemeester, schout etc.; olieverf op paneel, 48 x 39 cm, verzameling E. Rapaert de Grass. Een geschilderde kopie uit de 17de eeuw bevindt zich in het Museum van de Potterie te Brugge. Deze kopie is afgebeeld in A. VANDEWALLE (ed.), Hanzekooplui …, 2002, p. 49.
- Adrienne/Adriana van Nieuwenhove (1448-1492), echtgenote van Maertin Lem; geschilderd portret. Bureau voor Iconografie (V.A.K.B.), nr. 3199.
- Maarten Lem (1476-1558), zoon van Maertin Lem; geschilderd portret, afgebeeld op het olieverfschilderij van Pieter Pourbus met de leden van de Edele Confrérie van het Heilig Bloed (1556).
- Maarten Lem (1515-1597), kleinzoon van Maertin Lem; paneel, olieverf, 62 x 51 cm, Museum van de Potterie, Brugge.